# Acides aminés D
Les acides aminés D sont une classe d'acides aminés, ou pour ce qui intéresse le plus la biologie, les acides α-aminés, pour lesquels les groupes fonctionnels carboxyle (-COOH) et amine (-NH2) sont liés à un carbone α en configuration D par rapport d'une part à une chaîne latérale dépendant du type d'acide et d'autre part à un atome d'hydrogène. Ce sont les énantiomères des acides aminés L.
Dans tous les systèmes biologiques, les acides aminés D sont bien plus rares que leurs isomères L, qui sont les briques de construction importantes de la matière vivante, sous la forme des 22 acides aminés protéinogènes. C'est pourquoi on en a longtemps déduit que les acides aminés D n'ont pas de fonction biologique, et ne sont pas « naturels ». Ce tableau s'est complètement modifié à partir du début des années 1990. Aujourd'hui, on sait que des acides aminés D sont contenus par exemple dans des antibiotiques peptidiques sécrétés par des bactéries, ou bien diverses plantes, telles le riz, l'ail ou les pois.
Certains acides aminés D remplissent aussi d'importantes fonctions physiologiques chez l'homme. En particulier, dans le système nerveux central, ce sont la D-sérine et le D-aspartate. Mais les acides aminés D semblent aussi jouer un rôle dans certaines maladies, comme dans la schizophrénie. Ce domaine de recherche est relativement nouveau, et beaucoup de fonctions des acides aminés D libres ou liés dans des peptides ou des protéines sont encore largement inconnues, ou incomprises.
Au moyen de procédés d'analyse chromatographiques, on a pu mettre en évidence des acides aminés D dans une série d'aliments et d'organismes. Une application en est la datation par racémisation des acides aminés pour la détermination de l'âge des fossiles.
Selon l'état actuel[Quand ?] des recherches, les acides aminés D libres absorbés journellement avec la nourriture, ne sont pas dangereux pour l'homme. Beaucoup de médicaments importants contiennent des acides aminés D. Des acides aminés D produits artificiellement sont utilisés comme éléments pour la fabrication d'antibiotiques (semi-)synthétiques et d'un grand nombre de produits de la vie courante, et notamment de médicaments.

## Fondements

### Chiralité

Les deux énantiomères d'un acide aminé. Les 20 acides aminés protéinogènes ne se distinguent que par leur chaîne latérale R. Dans les formes D et L d'un acide aminé, ces radicaux sont les mêmes, cependant ils ne sont pas placés au même endroit par rapport aux autres ligands, si bien que les deux énantiomères ne sont pas superposables. Ceci correspond à l'exemple quotidien des deux mains. Elles sont semblables comme un objet et son image dans le miroir, mais ne sont pas superposables.

Tous les acides aminés protéinogènes (spécifiés par le code génétique), à l'exception de la glycine, le plus simple d'entre eux, possèdent un atome de carbone, lié à quatre radicaux différents. Ces radicaux occupent dans l'espace les quatre sommets d'un tétraèdre. Cet arrangement cause une asymétrie, ce qui a pour conséquence deux possibilités pour leur arrangement relatif. Ces deux formes, appelées énantiomères ou isomères par réflexion, se comportent comme un objet et son image dans le miroir. L'atome de carbone asymétrique y forme le centre asymétrique. L'énantiomère et son image miroir ne sont pas superposables. Ceci arrive aussi pour des objets de la vie courante qui n'ont pas de plan de symétrie. Un exemple en est les deux mains. Les mains droite et gauche sont comme un objet et son image dans le miroir, mais elles ne sont pas superposables. Leur différence devient particulièrement importante quand ils interagissent avec d'autres systèmes chiraux (du mot grec pour main). Par exemple quand une main droite tente de prendre une autre main droite ou gauche, ou essaie d'enfiler un mauvais gant. Dans des environnements chiraux, les différences entre énantiomères moléculaires apparaissent particulièrement clairement.

Projection de Fischer sur l'exemple de L- et D-sérines. À gauche, la L-sérine. Au milieu de la molécule, le centre asymétrique, atome C-α, avec quatre ligands différents.

Le Prix Nobel de chimie Emil Fischer a mis au point un procédé de projection, la projection de Fischer, par laquelle on peut décrire de façon univoque en deux dimensions la structure spatiale d'une liaison chimique chirale. Pour cela, il a choisi une substance de référence (le glycéraldéhyde). Selon les règles de la projection de Fischer, le groupe acide (carboxyle) est toujours représenté en haut, et le radical R qui fait la différence entre acides aminés toujours en bas. Si le groupe amine se situe dans cette projection à gauche (en latin laevus), on parle d'un acide aminé L. Si le groupe amine est à droite (latin : dexter) en projection de Fischer, il s'agit d'un acide aminé D. Les adjectifs gauche et droit ne se rapportent qu'à la configuration en projection de Fischer.
Dans leurs propriétés physiques, comme le point de fusion, la masse spécifique, la solubilité dans l'eau ou autres milieux, le pH isoélectrique, les acides aminés D et L sont totalement identiques. De plus, dans un milieu achiral, c'est-à-dire dans un environnement dépourvu d'autres molécules chirales, ils se comportent exactement de la même manière, à une exception près : à conditions identiques, deux énantiomères font tourner le plan de polarisation de la lumière polarisée linéairement d'une quantité égale en valeur absolue, mais en sens opposé. S'ils la font tourner dans le sens des aiguilles d'une montre (pour un observateur faisant face à la source de lumière), on parle de forme dextrogyre ou forme (+). Dans le cas opposé, il s'agit de forme lévogyre, ou (-). Ces distinctions ne jouent pratiquement aucun rôle dans la vie courante. Dans la littérature, des confusions arrivent même entre formes L et formes (-). De plus, la valeur du pouvoir rotatoire, et même son signe, dépendent fortement des conditions. Par exemple, l'acide aminé L-leucine à température ambiante en solution de molarité 6 M d'acide chlorhydrique a un pouvoir rotatoire spécifique de +15,1° (à droite), et dans l'eau pure de -10,8° (à gauche). En solution de soude de molarité 3 M, elle est à nouveau à +7,6° (à droite).
Un mélange de 50 % d'énantiomère D et de 50 % de L s'appelle un racémique. Les racémiques sont notamment fabriqués dans les opérations de synthèse artificielle d'acides aminés. Ils n'ont pas d'activité optique, c'est-à-dire qu'ils ne changent pas le plan de polarisation de la lumière. Les racémiques ont en partie des propriétés physiques différentes des énantiomères purs (par exemple, le point de fusion), mais couramment des propriétés physiologiques différentes.

### Conventions de dénomination et nomenclature
La projection de Fischer est jusqu'à présent le système préféré de projection pour les acides aminés et les glucides. À côté, il existe pour les acides aminés la convention de Cahn-Ingold-Pregold (Système CIP), qui décrit la configuration de molécules chirales. Dans ce système, la plupart des acides aminés L protéinogènes sont des acides aminés S. Leurs énantiomères, les acides aminés D sont pour la plupart en configuration R. Les exceptions sont la L-cystéine, la L-cystine et la L-sélénocystéine, parce que le soufre ou le sélénium a dans la nomenclature CIP une priorité plus élevée que l'oxygène. Ces trois acides aminés L sont dans une configuration R. Leurs énantiomères ont par contre une configuration S.
Dans les séquences d'acides aminés, les acides aminés D sont notés dans l'abréviation à 3 lettres par un préfixe D en petite capitale.
Par exemple, l'heptapeptide dermorphine : 
H-Tyr-D-Ala-Phe-Gly-Tyr-Pro-Ser-NH2 .
Dans les codes canoniques à une lettre, les acides aminés D sont représentés par la minuscule de la lettre correspondant à l'acide aminé L correspondant.
Par exemple, la dermorphine :
YaFGYPS-NH2.

## Présence naturelle et histoire de la découverte
Les acides aminés D sont bien plus rares dans la nature que leurs énantiomères L, qui forment, avec les acides nucléiques, les pierres de construction de la vie. Une asymétrie du même genre, avec l'apparition de deux énantiomères, se présente pour les 
glucides. Dans ce dernier cas, c'est la forme D, par exemple le D-glucose, qui est la configuration « naturelle ». On estime la quantité de D-glucose sur Terre égale à 1015 fois celle de L-glucose. Pour les acides aminés, il n'y a pas encore d'estimation fiable.
Pendant longtemps, on est parti du fait que seuls les acides aminés L avaient été sélectionnés au cours de l'évolution pour la formation de peptides et de protéines. Depuis les années 1980, des méthodes d'analyse améliorées ont conduit à réviser cette hypothèse. Des acides aminés D ont été trouvés dans toujours plus d'êtres vivants, si bien qu'ils ont une diffusion et une variété bien plus grande que ce qui avait été supposé tout d'abord. Dans la littérature récente, les acides aminés D sont maintenant considérés comme composants ordinaires de plantes et d'aliments. Et même chez des êtres vivants supérieurs, jusque chez l'homme, les acides aminés D sont impliqués dans des processus physiologiques importants, qui sont encore largement incompris.
Le développement de la vie sur Terre supposait une homochiralité, c'est-à-dire une configuration homogène des acides aminés et des autres pierres de construction de la vie. Dans un milieu racémique, il ne peut y avoir aucune réplication,,. Il y a toute une série d'hypothèses sur la cause du déséquilibre extrême entre les quantités des deux formes énantiomères des acides aminés. Il y a unanimité sur le fait qu'il y aurait eu dans la nature un premier déséquilibre entre acides aminés D et L. À partir de là, on peut très bien expliquer l'extrême enrichissement de l'une des deux formes, par amplification chirale, c'est-à-dire un effet d'auto-amplification qui conduit dans une réaction chimique, en présence d'un léger excès d'une des formes énantiomères, à un résultat encore plus déséquilibré. Il reste néanmoins totalement à résoudre le problème du fait qu'une symétrie initiale aurait été brisée, très probablement bien avant le début de la vie sur Terre. On a discuté, parmi les sources possibles, de la brisure de la symétrie de parité dans la radioactivité β (hypothèse de Vester-Ulbricht), ou la contamination de la soupe primordiale par des excès d'acides aminés L extraterrestres.
En faveur de cette dernière théorie, parle le fait que dans la météorite de Murchison, on a mis en évidence un excès d'acides aminés L non protéinogènes : acide 2-Amino-2,3-diméthylpentanoïque et isovaline,. Dans la météorite de Murchison, l'excès en L-isovaline était d'environ 18,5 %, et dans celle d'Orgueil, de 15,2 %. Ces excès ont pu être provoqués par un rayonnement UV polarisé circulairement, qui — comme on le confirme expérimentalement — détruit préférentiellement les acides aminés D.

### Formation d'acides aminésDpar racémisation
De grandes quantités d'acides aminés D peuvent provenir d'acides aminés L par racémisation. La formation d'un racémique d'acides aminés, c'est-à-dire d'un mélange à parties égales d'acides aminés D et L, est privilégiée thermodynamiquement. Certes, l'enthalpie reste inchangée, mais le degré supérieur de « désordre » conduit à une augmentation de l'entropie, ce qui amène une diminution de l'enthalpie libre G de ΔG. La valeur de cette décroissance est de -1,6 kJ/mole à 25 °C.
Des températures supérieures conduisent à une plus grande perte d'enthalpie libre, ce pourquoi la racémisation est substantiellement accélérée. La demi-vie de la racémisation, définie comme le temps dans lequel la valeur de l'excès d'énantiomère diminue de moitié, dépend, à côté de la température, du pH, du type d'acide aminé, du milieu solvant, de l'humidité et de la présence de catalyseurs. Dans des conditions constantes, la racémisation peut bien se calculer, et inversement, du degré de racémisation, on peut tirer des conclusions sur l'âge de l'échantillon. Ce procédé, désigné par 
« datation par racémisation des acides aminés » peut être utilisé pour la datation de fossiles, mais aussi pour des organismes vivants. À la mort, tous les processus qui luttent contre la racémisation des acides aminés dans l'organisme concerné s'arrêtent. La vie est une lutte contre l'entropie, et les processus qui vont à l'encontre de la racémisation s'arrêtent au plus tard à la mort. Dans certains tissus, où le métabolisme des protéines est très faible, ce processus commence déjà avant la fin de la formation du tissu. Un exemple en est le collagène de la dentine des dents, ou le cristallin de l'œil. La température et le pH relativement constants dans les dents permettent de définir l'âge d'un organisme vivant par le degré de racémisation de l'aspartate avec une précision de ±4 ans environ,. Ce procédé est notamment utilisé en médecine légale. Un exemple pour la performance de cette méthode est la recherche faite en 1996 sur les ossements de l'empereur Lothaire de Supplinbourg (1075–1137). Dans cette étude, on a trouvé chez Lothaire un degré de racémisation notablement plus élevé que pour son épouse Richenza von Northeim et de son gendre Henri X de Bavière, ce qui correspondrait à un âge d'environ 9000 ans de plus. Le taux de racémisation des deux témoins correspondait par contre très bien à leur âge d'environ 850 ans. Dans les trois cas, c'est le taux de racémisation de l'aspartate qui a été mesuré. Le degré élevé de racémisation de Lothaire est à rapporter aux circonstances particulières de sa mort. Il est mort près de Breitenwang dans le Tyrol, à peu près à 700 km de son siège à Königslutter am Elm. Pour protéger son corps de la pourriture pour ce long trajet, le cadavre a été traité selon le Mos Teutonicus (« usage teuton »). Ceci consiste à cuire le cadavre, à enlever la chair des os, et à ne transporter que les ossements. La cuisson a racémisé le L-aspartate, mesuré 859 ans plus tard, notablement plus fort que pour les cadavres normalement enterrés de sa femme et de son gendre. Par le degré de racémisation, on a pu estimer la durée de cuisson à environ six heures.
Dans les cheveux du cadavre âgé d'environ 5300 ans de l'homme des Alpes de l'Ötztal, mieux connu sous le surnom d'« Ötzi », 37 % de l'hydroxyproline apparaissent en configuration D. Dans une momie vieille de 3000 ans, c'était 31 %, dans des cheveux du Moyen Âge (environ 1000 ans) 19 % et dans des échantillons modernes de 4 %.
Pendant la préparation de la nourriture, les acides aminés L peuvent aussi être racémisés dans les protéines, en raison de la température et de valeurs extrêmes du pH. Les acides aminés différents se racémisent différemment vite. La vitesse de racémisation dépend fortement de la chaîne latérale de l'acide aminé et des acides aminés voisins. Les groupes qui attirent les électrons facilitent la protonation de l'atome C α, ce qui facilite la racémisation,. Ceci est notamment pertinent pour la sérine et l'aspartate. En outre, des effets stériques jouent un rôle. L'asparagine et l'aspartate se racémisent particulièrement vite quand ils sont au voisinage d'une glycine dans la séquence peptidique. Il peut alors se produire un succinimide cyclique, ce qui, du point de vue thermodynamique, favorise fortement la transformation d'un énantiomère dans l'autre,. Pour des basses valeurs du pH, par exemple dans une solution 6M d'acide chlorhydrique, l'aspartate se racémise le plus vite. La proline et la glutamine se racémisent notablement plus lentement, tandis que dans ces conditions, l'isoleucine, la valine, la sérine et la thréonine ne se racémisent que très peu. Dans une solution de soude 1M, la sérine se racémise le plus vite, puis l'aspartate, la phénylalanine, le glutamate et la valine,.

Sous l'influence catalytique de bases fortes concentrées, comme une solution de soude, les acides aminés peuvent se racémiser : à gauche sur la figure, un acide aminé L, à droite son énantiomère D. Le groupe nucléophile hydroxyde (OH^{−}) enlève un proton (atome d'hydrogène positivement chargé) du carbone α, ce qui provoque la formation d'un carbanion de charge négative et planaire. Dans la réaction inverse, un proton peut se placer avec des probabilités égales des deux côtés du carbanion prochiral. Il se produit un racémique, c'est-à-dire un mélange à parties égales d'acides aminés L et D. L'information stéréochimique est perdue dans ce processus.

Les acides forts, comme l'acide chlorhydrique, catalysent aussi la racémisation des acides aminés. La protonation du groupe carboxyle provoque l'éloignement de l'atome d'hydrogène du carbone α et la naissance d'une double liaison par transfert au carbone de l'hydroxyle. La symétrie entre les deux groupes hydroxyles fait que cet état n'a plus de chiralité. Dans la réaction inverse, l'addition d'un atome d'hydrogène sur la double liaison peut donc avoir lieu d'un côté ou de l'autre, si bien qu'autant d'acides aminés L que D se forment. Il y a racémisation.

La racémisation catalysée par les bases ou les acides nécessite des conditions très drastiques pour obtenir une racémisation complète en quelques heures. Par opposition, la racémisation catalysée par des enzymes dans les systèmes biologiques est notablement plus rapide et se déroule dans des conditions plus douces : pH à peu près neutre, et température ambiante ou corporelle. Les racémases catalysent la déprotonation du carbone α de l'acide aminé. Dans cette position, l'atome d'hydrogène n'est plus que très faiblement acide. La constante d'acidité de la forme protonée a un pKs ≈ 21, et est au point isoélectrique encore plus faible avec ≈ 29,. La déprotonation est facilitée pour la plupart des racémases par le phosphate de pyridoxal (PALP). Sur le centre actif de ces enzymes, le PALP est lié à un résidu de lysine. Le groupe amino de l'acide aminé L se lie alors au groupe aldéhyde du PALP et forme alors une imine (aldimine, ou base de Schiff). Comme catalyseur électrophile, le PALP tire sur le cycle aromatique des électrons extraits du carbone α de l'acide aminé, qui est alors plus facile à déprotoner. En outre, l'anion restant est 
stabilisé par effet mésomère. Une reprotonation avec addition d'eau libère alors l'acide aminé racémisé comme produit de la réaction par hydrolyse de la base de Schiff.
Outre cela, il y a aussi des racémases indépendantes du PALP, dans le centre actif desquelles les groupes thiol de deux cystéines catalysent la protonation,. Dans un mécanisme à deux bases, un thiolate déprotoné (R-S−) jouant le rôle de base, capte le proton du carbone α. Le groupe thiol de l'autre cystéine est chargé de la reprotonation. Ces processus de racémisation catalysés par des enzymes produisent la plus grande partie des acides aminés D dans les organismes.

Des acides aminés peuvent se racémiser biochimiquement sous l'action de phosphate de pyridoxal (1) même dans des conditions très douces. D'un acide aminé L (2) se forme dans cet exemple un acide aminé D (3). La boule rouge représente le radical phosphaté.

### Antibiotiques peptidiques et autres médicaments peptidiques d'origine naturelle

La vancomycine, utilisée jusqu'au début du siècle comme antibiotique de dernier recours, consiste en tout de sept acides aminés. Parmi ceux-ci (en bleu), quatre sont en configuration D. La vancomycine est produite par des bactéries de l'espèce Amycolatopsis orientalis par synthèse peptidique non ribosomique.

La D-cyclosérine est nettement plus simple que la vancomycine. Elle est produite par les streptomycètes à partir de D-sérine.

Un grand nombre d'antibiotiques peptidiques sont construits à partir d'acides aminés D. Ce sont des substances naturelles, fabriquées par des procaryotes au moyen de synthèses non-ribosomiques. Le groupe très important du point de vue pharmacologique des pénicillines contient comme élément de structure élémentaire la D-pénicillamine, un acide aminé non protéinogène. Les polymyxines et les actinomycines sont aussi construites autour d'acides aminés D (respectivement D-phénylalanine et D-valine). La bacitracine produite par le Bacillus subtilis consiste notamment d'aspartate, de glutamate, d'ornithine et de phénylalanine en configuration D. La 
valinomycine produite par Streptomyces fulvissimus contient de la D-valine, et la circuline A formée par le bacillus circulans contient de la D-leucine. Parmi les antibiotiques à acides aminés D, on compte encore notamment : la fongisporine (D-phénylalanine et D-valine), la gramicidine et la tyrocidine (D-phénylalanine), la malformine C (D-leucine et D-cystéine ), la mycobacilline (D-aspartate et D-glutamate).
Des champignons ascomycètes produisent aussi des médicaments naturels contenant des acides aminés D, comme le tolypocladium inflatum, produisant l'immunosuppresseur ciclosporine avec de la D-alanine, ou le penicillium chrysogenum, produisant la pénicilline M avec de la D-valine.
La cyclosérine utilisée dans le traitement de la tuberculose, relativement simple chimiquement, est produite par des streptomycètes, comme Streptomyces garyphalus, avec de la D-sérine.

### Acides aminésDet peptides contenant des acides aminésD

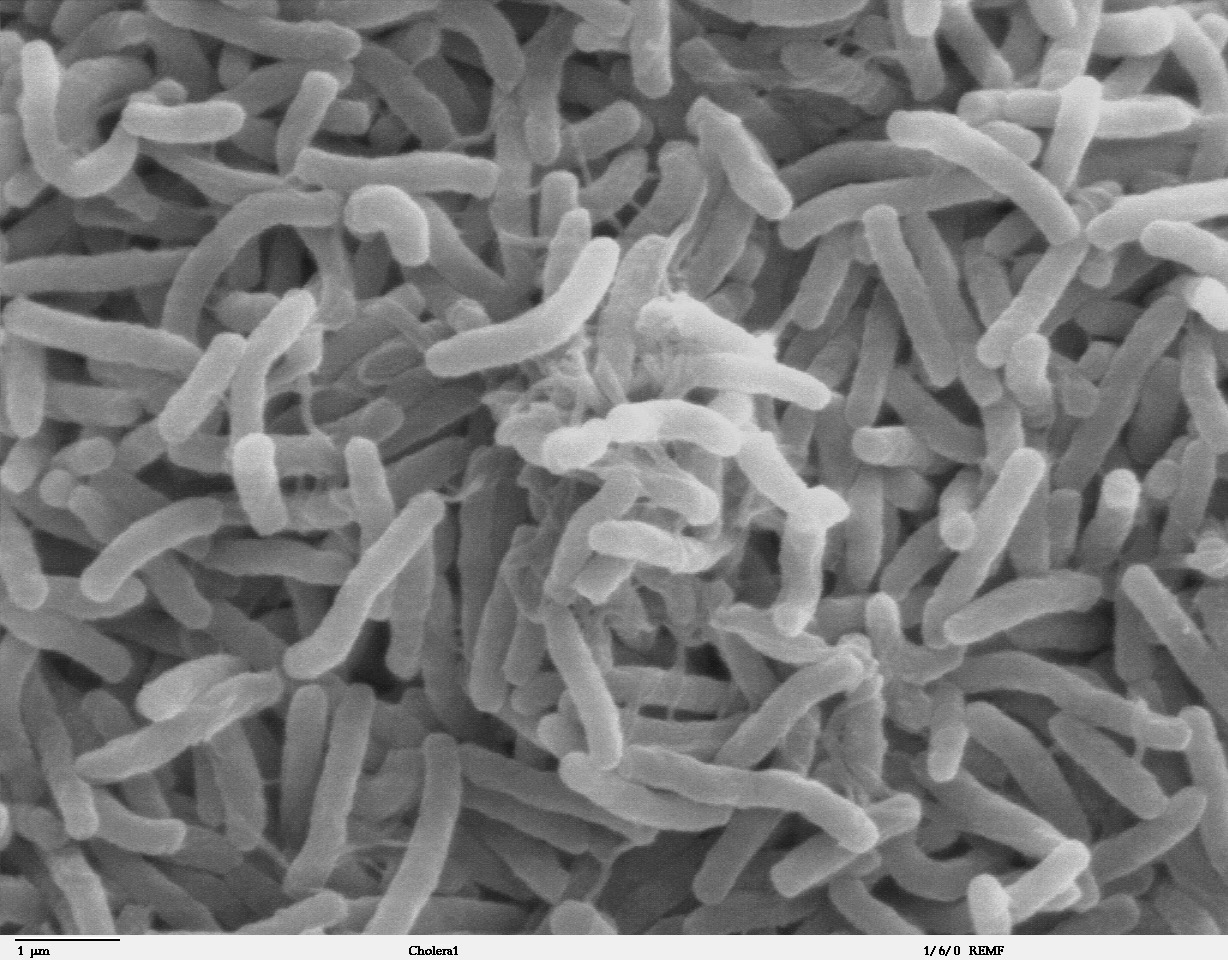
Toutes les bactéries, ici des bactéries du choléra (Vibrio cholerae) au microscope électronique à balayage, contiennent dans leur paroi cellulaire des acides aminés D.

Pendant longtemps, on est parti de l'hypothèse que, dans la nature, domine un seul énantiomère des acides aminés, c'est-à-dire la forme L. Jusqu'aux années 1960, les acides aminés D étaient considérés comme des artéfacts de laboratoire (erreurs dépendant du système), et rangés parmi les « isomères non-naturels ». Aujourd'hui encore on trouve cette désignation d'« isomères non-naturels » pour les énantiomères D.

Le tétrapeptide Val-Gly-D-Ser-Ala contient, reliés par des liaisons peptidiques, de gauche à droite, L-valine, glycine, D-sérine (marquée en bleu) et L-alanine. Pour une meilleure orientation, la configuration des trois acides aminés chiraux est indiquée sur la formule structurelle.

Oxydases des acides aminés D – enzymes sans substrat ?
En 1933, le médecin et chimiste allemand, futur Prix Nobel de physiologie ou médecine, Hans Adolf Krebs découvre l'enzyme oxydase des acides aminés D, et la décrit en détail deux ans plus tard,. Krebs établit que les acides aminés D, qui « n'apparaissent pas dans la nature » sont désaminés nettement plus vite que leurs isomères « naturels » L en présence de rein ou de foie de porc frais pressé. Avec un inhibiteur choisi, par exemple avec de l'octan-1-ol, il pouvait désactiver l'oxydase d'acide aminé L, et aboutir ainsi à ne plus désaminer sélectivement que les acides aminés D. Krebs en conclut que dans les organes utilisés, ou dans leurs extraits, il se trouvaient deux oxydases d'acides aminés, qui agissaient respectivement sur les acides aminés L et sur les D. Krebs se montra étonné qu'il y ait une enzyme qui n'agisse exclusivement que sur des substances non naturelles. Mais il fit remarquer que Félix Ehrlich en 1914, Edmund von Lippmann en 1884 et Sigmund Fränkel en 1923/24 avaient signalé l'apparition occasionnelle d'acides aminés D dans la nature. La D-alanine isolée du cèpe de Bordeaux par E. Winterstein et al en 1913, a été une de ces preuves précoces.
Acides aminés D dans les plantes
Dans les plantes, on peut montrer l'existence d'acides aminés D tant libres que liés dans des chaînes peptidiques. Ils sont souvent contenus dans les plantes sous forme de dérivés N-malonyle ou N-acétyle.
Par exemple, dans la racide de tournesol (Helianthus annuus) 40 % de l'alanine est en configuration D. La D-alanine et le dipeptide D-Ala-D-Ala se trouvent dans diverses herbes ; de même dans le riz (Oryza australiensis), où environ 10 % de la sérine est dans la conformation D. Elle est fabriquée par la plante elle-même avec une racémase de la sérine. Le gène correspondant pour cette enzyme, chez l'Oryza sativa ssp. Japonica cv. Nipponbare, se situe sur le chromosome 4. On a montré des acides aminés D en plus faibles concentrations dans une multitude de plantes alimentaires. On y compte notamment les pois (Pisum sativum), l'ail, diverses espèces de chou et de fruits,. Il n'est encore pas du tout clair de savoir quelle fonction ces acides aminés D libres et peptidiques jouent dans les plantes.
Bactéries et acides aminés D

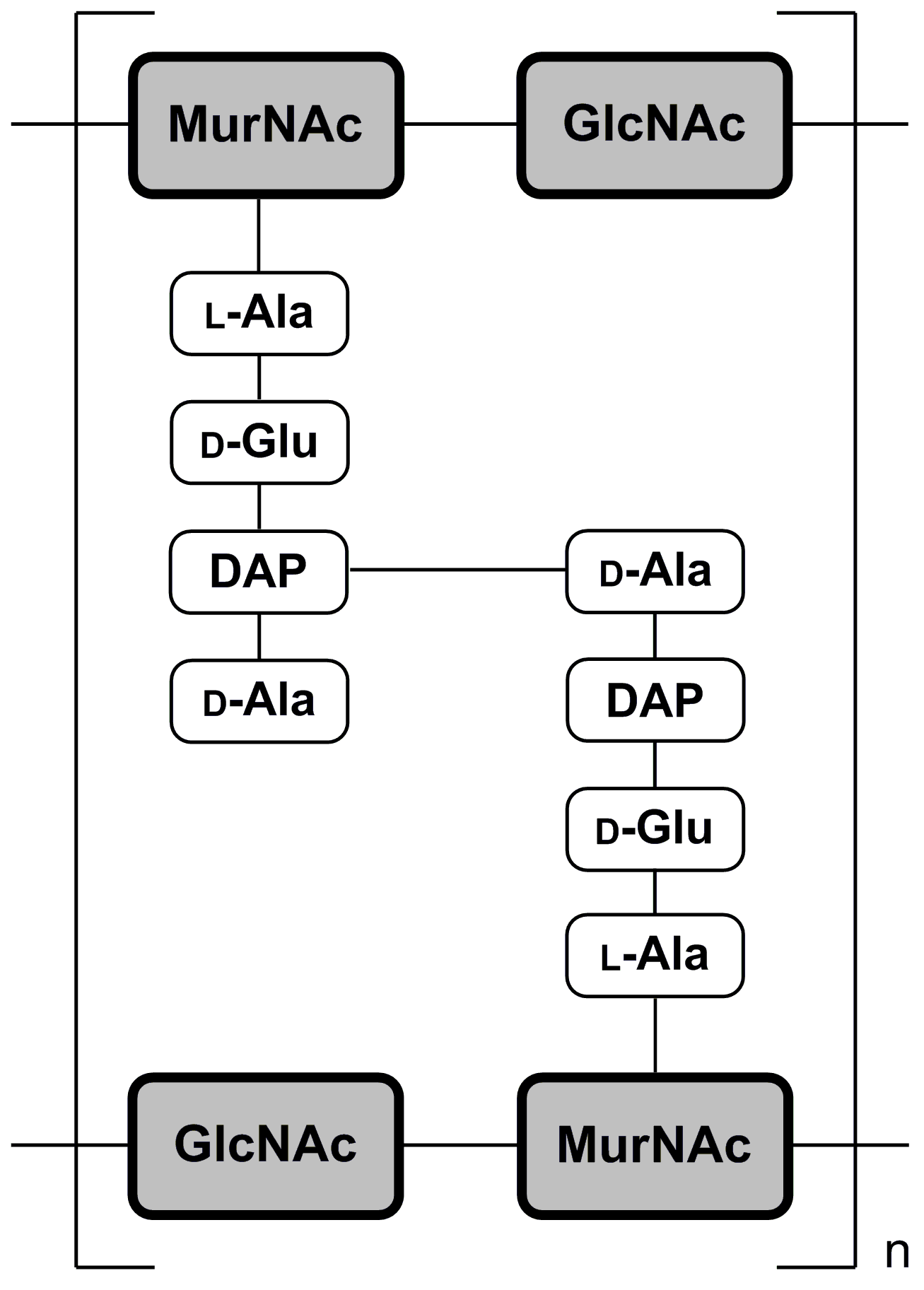
Représentation schématique des peptidoglycanes dans la paroi cellulaire de la bactérie Escherichia coli. Les peptidoglycanes sont réticulés par des D-alanines. La réticulation est une conséquence de l'influence catalytique de la transpeptidase.

Avant la découverte d'acides aminés D libres, on a identifié des acides aminés D dans une série de composés d'origine microbienne. Par exemple, la pénicilline G, formée dans des cultures de moisissures penicillium notatum, découverte en 1928 par Alexander Fleming, contient comme élément notable la D-pénicillamine (ou 3-mercapto-D-valine).
Le Texan Esmond E. Snell a remarqué en 1943 dans des expériences sur les cultures d'enterococcus faecalis et de lactobacillus casei que pour la croissance de ces espèces de bactéries, on peut remplacer complètement la pyridoxine (vitamine B6) nécessaire par de la D-alanine dans l'alimentation,,. Il établit en outre que la D-alanine est notablement plus efficace dans ce rôle que la L-alanine. Quand on a pu démontrer ensuite que de grandes quantités de D-alanine étaient présentes dans les peptidoglycanes - les biopolymères qui donnent à la paroi cellulaire des bactéries leur solidité - il a été clair pourquoi les cellules avaient besoin de ces acides aminés « non-naturels. » L'inclusion de D-alanine, et surtout de D-glutamate, empêche la destruction des peptidoglycanes par les peptidases. De façon intéressante, c'est précisément cette « digue de protection » d'acides aminés D qui forme le point d'attaque pour les antibiotiques β-lactame, comme la pénicilline. Ces antibiotiques inhibent l'enzyme transpeptidase de la D-alanine, qui se trouve exclusivement dans les bactéries, et qui catalyse la réticulation des peptidoglycanes, spécialement par la D-alanine.
En 1951, Irwin Clyde Gunsalus et Willis A. Wood ont isolé de l'enterococcus faecalis une racémase de l'alanine, enzyme qui catalyse la racémisation de la L-alanine naturelle. Le gène alr qui code la racémase de l'alanine est présent chez toutes les bactéries. La D-alanine formée à l'aide de la racémase de l'alanine est essentielle pour la synthèse des peptidoglycanes chez pratiquement toutes les bactéries. Outre la 
D-alanine et le D-glutamate, on trouve aussi chez certaines espèces d'entérocoques de la D-sérine dans la paroi cellulaire,. Cette D-sérine y forme avec la D-alanine à l'extrémité C-terminale un dipeptide D-Ala-D-Ser, qui est responsable de la résistance de ces espèces de bactéries aux glycopeptides, comme la 
vancomycine,.
Acides aminés D dans les éponges
On a pu trouver dans les éponges des polythéonamides. Ce sont des toxines peptidiques dont les acides aminés alternent entre formes D et L. Ils sont apparemment synthétisés par les ribosomes sous forme de peptides L, puis, après la traduction, un acide aminé sur deux est épimérisé. Ceci se produit au moyen de quelques enzymes, dont les gènes, provenant apparemment de bactéries, sont arrivés chez les éponges par transfert horizontal de gènes,.
Acides aminés D chez les organismes multicellulaires
Dankwart Ackermann et M. Mohr ont pu trouver en 1937 dans le foie du requin épineux de la D-ornithine. L'oxydase des acides aminés D découverte par Krebs a été découverte dans les années suivantes chez tous les mammifères. H. Blaschko et Joyce Hawkins l'ont trouvée pour la première fois en 1951 chez des invertébrés. Mais la fonction de cet enzyme dans les divers organismes est restée encore non clarifiée. Vers la fin des années 1960, on a spéculé que l'enzyme servait dans le tube digestif à la destruction des composants des parois cellulaires des bactéries gram-positives, qui contiennent de grandes quantités d'acides aminés D. La théorie que l'oxydase des acides aminés D ne servait qu'à la destruction d'acides aminés apportés de l'extérieur (exogènes) a persisté jusqu'au début des années 1990.
C'est en 1950 qu'Auclair et Patton ont trouvé pour la première fois de la D-alanine chez un organisme multicellulaire, dans l'hémolymphe de la punaise Oncopeltus fasciatus. Ils ont utilisé pour faire l'analyse une chromatographie sur papier à deux dimensions. Après l'élution, ils ont pulvérisé les chromatogrammes séchés avec de l'oxydase des acides aminés D, qui ne désamine que la D-alanine en acide cétocarbonique, que l'on identifie facilement avec de la phénylhydrazine. On supposa la présence de 
D-alanine due à la flore microbienne, à une contamination par la nourriture, ainsi qu'une racémisation spontanée due à l'âge.
La biosynthèse de D-sérine a été démontrée en 1965 par un groupe de travail autour de John J. Corrigan à l'Université Tufts au Massachusetts. Les vers à soie alimentésavec du D-glucose marqué radioactivement produisent aussi bien de la D-sérine que de la L-sérine. Plus tard, on a trouvé des acides aminés D dans d'autres insectes et mammifères.

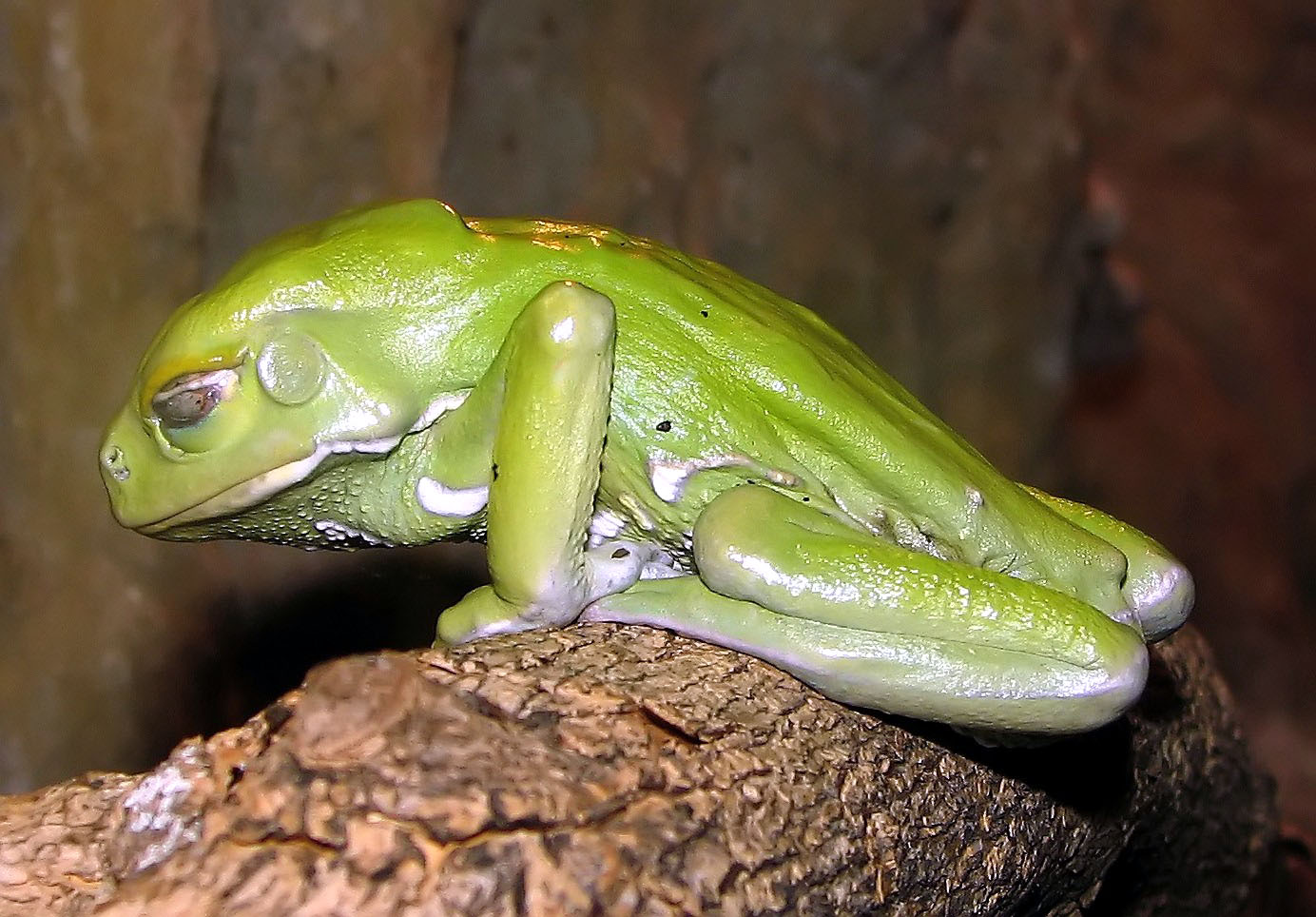
La peau de la Phyllomedusa sauvagii contient de la dermorphine composée de sept acides aminés, dont une D-alanine. La dermorphine est un opioïde à efficacité très sélective, qui peut être de 30 à 40 fois plus puissant que la morphine.

En 1962, un groupe italien autour de Vittorio Erspamer a isolé dans la
l'anoure sud-américain Physalaemus fuscomaculatus la tachykinine physalémine. Ce polypeptide est composé de douze acides aminés, et commence de l'extrémité N-terminale, par une D-proline. En code à une lettre, la séquence s'écrit pEADPNKFYGLM-NH2. C'est le premier peptide naturel découvert avec un acide aminé D qui ne soit pas d'origine microbienne. Mais même, trois ans après, le biochimiste américain Alton Meister écrivait par exemple dans son ouvrage standard Biochemistry of the amino acids, « qu'il n'y a actuellement aucune preuve décisive de l'existence d'acide aminé D dans les protéines des plantes et des animaux,. » On n'a tout d'abord fait à peine attention à la découverte d'Erspamer. Ce n'est que quand le même groupe a, 19 ans plus tard, isolé la dermorphine chez la Phyllomedusa sauvagii, aussi originaire d'Amérique du Sud,, que l'on a commencé lentement à reconnaître la portée de cette découverte. À partir de l'extrémité N-terminale, la dermorphine, constituée de sept acides aminés contient en position 2 une D-alanine. La configuration D de cette alanine est indispensable pour l'activité pharmacologique. La dermorphine se lie au récepteur µ1 et y est nettement plus sélective et puissante que les endorphines endogènes (dynorphine et enképhaline) et que la morphine très répandue, d'origine végétale. La découverte contredisait un certain nombre de paradigmes, si bien qu'Erspamer a eu des difficultés certaines à trouver un journal spécialisé qui accepte de publier ses travaux,. Un de ces paradigmes est que, dans la biosynthèse des protéines, l'ADN d'un organisme ne code que les 22 acides aminés protéinogènes, qui sont tous en conformation L. Il n'y a pas de gène pour coder des acides aminés D. Ce n'est que plus de dix ans plus tard que la contradiction fut résolue : c'est une modification post-traductionnelle stéréosélective catalysée par des épimérases qui est responsable de l'apparition d'acides aminés D dans des peptides d'eucaryotes. C'est-à-dire qu'après la traduction, la conformation d'un acide aminé L déterminé est modifiée par une enzyme spécifique endogène.
Acides aminés D chez les mammifères
Jusqu'en 1992, il était exclu que les acides aminés D aient une fonction biologique chez lez mammifères. Par amélioration des procédés de mesure analytique comme la chromatographie en phase gazeuse ou liquide à haute performance,, il est devenu possible à partir des années 1980 de séparer proprement les acides aminés D de leurs énantiomères L, et de les mettre encore en évidence en très petite quantité. Atsushi Hashimoto et al ont trouvé ainsi en 1992 dans le cerveau de rats domestiques de relativement grandes quantités de D-sérine libre. Ils indiquèrent une concentration d'environ 0,27 µmol/g de masse cérébrale, ce qui impliquait un rapport de D-sérine/L-sérine de 0,23. Il était déjà connu auparavant que de la D-sérine apportée de l'extérieur (exogène) était un 
agoniste allostérique puissant et sélectif du récepteur NMDA (NMDA = N-méthyl-D-aspartate). La source de concentration relativement élevée en D-sérine, qui a été démontrée par la suite aussi dans le cerveau d'autres mammifères, y compris l'homme, est tout d'abord restée incertaine. Des spéculations, comme l'absorption ciblée de L-sérine racémisée dans la nourriture, et son transport vers le cerveau à travers la barrière hémato-encéphalique, ont cessé en 1999 avec la découverte de l'enzyme 
sérine racémase dans le cerveau des rats par Herman Wolosker et al. La sérine racémase catalyse la racémisation de la sérine. On ne connaissait précédemment les racémases d'acides aminés que chez les bactéries et quelques insectes. L'enzyme a été trouvée dans les cellules gliales, qui montrent comparativement de hautes concentrations en D-sérine. Avec la découverte de la sérine racémase, on a pu montrer que ce métabolisme archaïque des acides aminés D a été conservé au cours de l'évolution jusqu'aux mammifères, et qu'il y exerce encore une fonction importante dans la neurotransmission - comme cela devrait apparaître dans l'avenir. Il faut abandonner le dogme que les acides aminés D n'ont pas de fonction particulière chez les eucaryotes. On sait aujourd'hui que la D-sérine joue un rôle important dans de nombreux processus du système nerveux central, comme l'apprentissage et la mémoire, mais aussi dans des troubles psychiques, des neuropathies et des maladies neurodégénératives,,.

## Importance physiologique

### Acides aminésDlibres

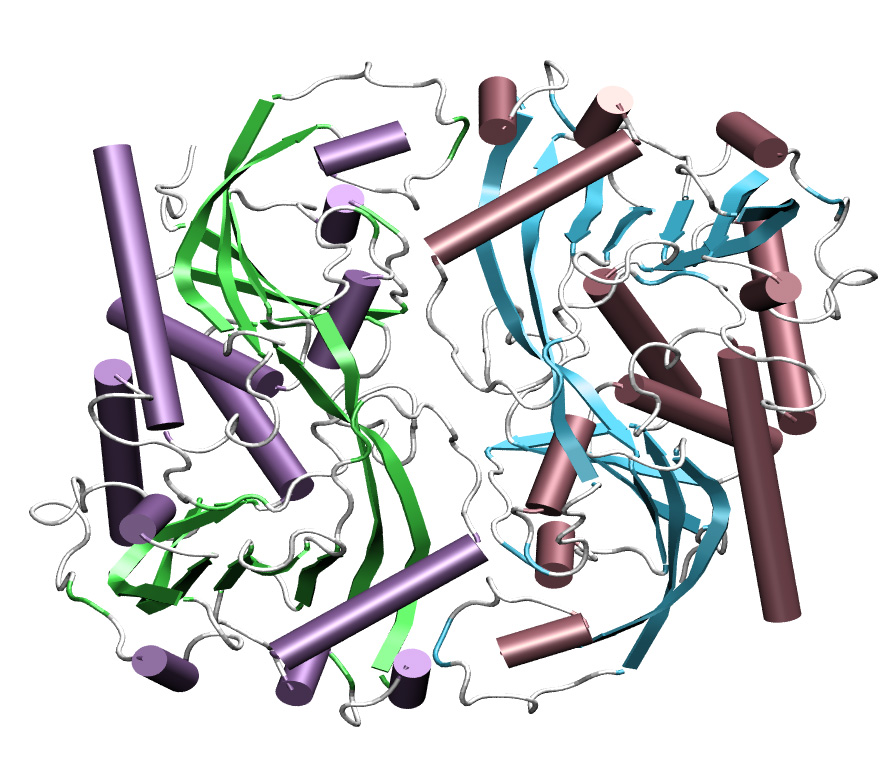
Modèle en bandes de l'enzyme oxydase des acides aminés D, qui est en particulier responsable de la décomposition de la D-sérine dans le cerveau. Selon la théorie de l'hypofonction du récepteur NMDA, une activité élevée de cette enzyme est responsable des symptômes de la schizophrénie, en conduisant à une décomposition excessive de la D-sérine.

Jusqu'à la fin des années 1990, on est parti de l'hypothèse que les acides aminés D n'avaient aucune fonction physiologique chez les vertébrés. Avec la découverte de relativement grandes quantités de D-sérine et de D-aspartate dans le cerveau des mammifères, l'étude de l'action physiologique de ces deux acides aminés inhabituels a commencé. Cette étude est une discipline relativement jeune, avec encore beaucoup de questions ouvertes.
La D-sérine
La D-sérine se trouve outre les cellules gliales également dans les neurones,. Elle provient de la L-sérine sous l'action catalytique de l'enzyme sérine racémase (EC 5.1.1.18), qui est exprimée par ces cellules. La destruction est catalysée par l'oxydase des acides aminés D (EC 1.4.3.3). La concentration de D-sérine est déterminée par ces deux processus de formation et de destruction. La D-sérine est un co-agoniste du récepteur NMDA, dont le ligand naturel est la glycine. Ce récepteur est de grande importance pour une série de processus physiologiques, et aussi pathologiques. La D-sérine renforce l'activité du récepteur NMDA. C'est pourquoi elle est aussi nommée neuromodulateur.
Une surexpression d'oxydase d'acides aminés D, conduisant à une augmentation de la dégradation de la D-sérine, réduit en conséquence l'activité des récepteurs NMDA. Cette activité diminuée est mise en relation avant tout avec la schizophrénie. Déjà de faibles quantités d'antagonistes du récepteur peuvent déclencher chez des sujets sains des symptômes comme de faibles troubles cognitifs et physiologiques, qui correspondent à ceux d'une schizophrénie.
En 2002, un grand groupe de recherche international a établi que le gène nouvellement découvert G72 (gène DAOA, activateur de l'oxydase des acides aminés) est en lien étroit avec la schizophrénie. Le produit de G72 active l'oxydase des acides aminés D, ce qui fait diminuer la concentration de D-sérine dans le cerveau. Mais ils n'ont trouvé qu'une faible corrélation entre l'activité de l'oxydase des acides aminés D et la survenue de la schizophrénie. C'est pourquoi la combinaison de l'oxydase des acides aminés D et de l'activateur G72 les soutenait mutuellement (synergie). Les auteurs en ont conclu que finalement la concentration en D-sérine libre joue un rôle notable dans la schizophrénie. D'autres études ont montré également une relation génétique entre l'oxydase des acides aminés D et la schizophrénie,. Ces découvertes s'accordent avec les résultats de groupes qui ont pu montrer que la concentration de D-sérine dans le sérum sanguin et dans le liquide cérébrospinal, de patients schizophréniques, par comparaison avec une cohorte de sujets sains, est significativement réduite. En outre, on a trouvé dans les cerveaux de patients schizophréniques décédés une expression plus élevée de l'oxydase des acides aminés D,,,. L'administration en supplément de D-sérine pendant le traitement de patients schizophréniques a présenté dans des études cliniques de nombreux résultats encourageants,. Dans une méta-analyse de 18 études cliniques, on a établi la réduction des symptômes de la schizophrénie. Cependant, l'amélioration n'était que modérée.
Les découvertes sur la fonction de la D-sérine et de l'oxydase des acides aminés D ont conduit à la mise au point de divers inhibiteurs de l'oxydase des acides aminés D, qui pourraient être des médicaments potentiels pour le traitemement de la schizophrénie,,. Les inhibiteurs de l'oxydase des acides aminés D se trouvent encore dans une phase de mise au point très précoce,, si bien qu'en 2012, aucun médicament sur ce principe n'a encore reçu d'autorisation de mise sur le marché (AMM).
On étudie, dans l'autre sens, si une concentration trop élevée de ces acides aminés dans les cellules gliales, et l'excitotoxicité allant de pair, peut être une cause de la sclérose latérale amyotrophique, une maladie dégénérative du système nerveux,.
Le D-aspartate
C'est en 1986 que le groupe autour de l'Américain David S. Dunlop a trouvé des quantités substantielles de D-aspartate dans le cerveau de rongeurs et dans le sang humain. C'est dans le télencéphale de rats nouveau-nés qu'ils ont trouvé la plus haute concentration, avec 164 nmol/g de D-aspartate. Ceci correspondait à 8,4 % de l'aspartate total. Cette concentration dépasse celle de nombreux acides aminés L essentiels dans le cerveau. En dehors du cerveau, ils ont pu aussi mettre en évidence des concentrations relativement élevées de D-aspartate dans la glande pinéale, l'hypophyse, les surrénales et les testicules,. De manière analogue à la D-sérine, le D-aspartate est produit dans l'organisme par racémisation enzymatique de L-aspartate, et dans ce cas par la racémase du D-aspartate (EC 5.1.1.13), et la dégradation est produite par l'oxydase du D-aspartate (EC 1.4.3.1). Avec l'âge, la concentration de 
D-aspartate diminue drastiquement. Les hautes activités en racémase du D-aspartate se trouvent dans les organes où on trouve également de hautes concentrations en D-aspartate. L'activité est maximale dans l'hypophyse. Une désactivation de la racémase du D-aspartate, par exemple par un rétrovirus, qui suscite une perte de fonction ciblée dans l'acide ribonucléique (ARN) complémentaire de la racémase du D-aspartate, conduit à une diminution substantielle de la concentration en D-aspartate. La conséquence en est que le développement dendritique est massivement perturbé, ce qui conduit alors à des dommages marqués pour la neurogénèse dans l'hippocampe. Sur la base de ces résultats expérimentaux, on part de l'hypothèse que le D-aspartate est un régulateur important du développement neuronal. L'action physiologique détaillée du D-aspartate est encore largement inconnue. Ce domaine de recherche est tout à fait nouveau. C'est ainsi que ce n'est qu'en 2010 que la racémase de l'aspartate a été clonée chez les mammifères.

### Peptides contenant des acides aminésD

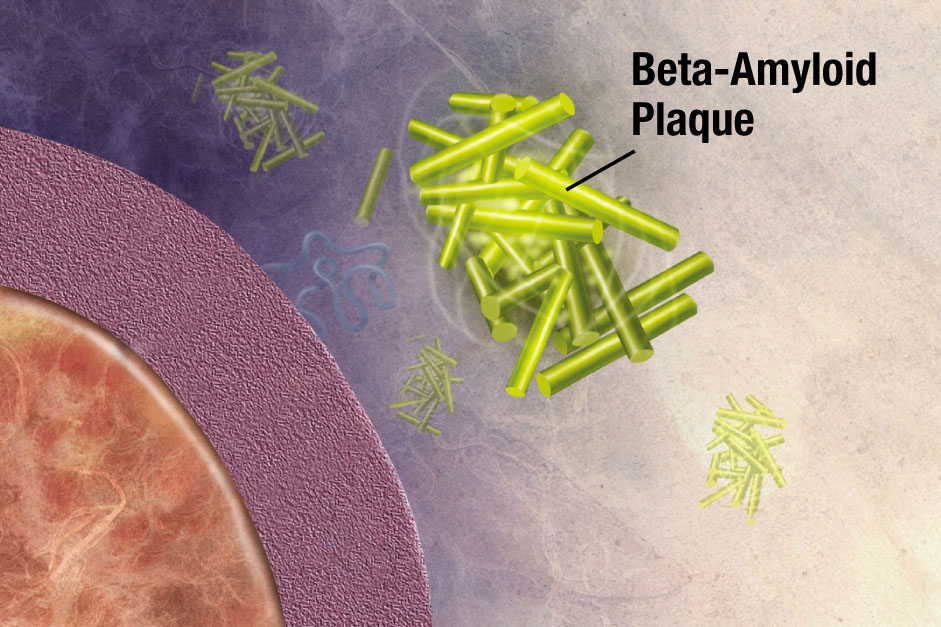
Les plaques de bêta-amyloïde (représentation schématique) de la maladie d'Alzheimer présentent un taux de racémisation élevé, en particulier en aspartate. On suppose que la racémisation favorise la formation de ces dépôts insolubles et toxiques.

Au cours du vieillissement d'un organisme, la multiplication de la racémisation, en particulier de l'aspartate, amène une perte croissante d'homochiralité. Le stress oxydant et les rayons UV peuvent accélérer cette perte. La racémisation de l'aspartate se déroule particulièrement facilement en raison de la formation d'un intermédiaire, un succinimide, qui n'a besoin que d'une très faible énergie d'activation. Cette racémisation in vivo des protéines non enzymatique est un processus de vieillissement autonome, qui concerne avant tout les protéines à longue vie, comme le collagène de la dentine ou le cristallin. Par exemple, 0,14 % de l'aspartate du cristallin est racémisé par an. Un homme de 30 ans a ainsi en moyenne 4,2 % de l'aspartate dans son cristallin qui est racémisé. En outre d'autres protéines fonctionnelles, comme des enzymes ou des sémiochimiques, sont aussi touchées par la racémisation. Les peptides qui contiennent des acides aminés D sont notablement plus stables vis-à-vis de la dégradation enzymatique par des protéases que ceux dont les acides aminés ne sont qu'en conformation L. Dans bien des cas, la racémisation d'une protéine endogène conduit à des problèmes physiologiques. La racémisation conduit à une perte de fonction et à une accumulation de la protéine dans les tissus les plus divers, où l'organisme ne peut pas les dégrader. Dans certains tableaux cliniques, on observe un accroissement de la racémisation. Dans l'athérome, l'emphysème pulmonaire, la presbytie, la cataracte, les manifestations dégénératives des cartilages et du cerveau, on considère la racémisation de l'aspartate comme un facteur pathologique pertinent.
C'est en 1988 que l'on a trouvé pour la première fois dans les plaques séniles de bêta-amyloïde du cerveau de patients décédés avec la maladie d'Alzheimer un taux élevé de racémisation. C'étaient avant tout du D-aspartate et de la D-sérine qui ont été mis en évidence. Plus tard, on a reconnu qu'une racémisation de l'aspartate en position 23 conduisait à une accélération de l'agrégation des peptides qui est considérée comme un élément substantiel de la pathogenèse de la maladie d'Alzheimer. Contrairement à la racémisation en position 23, la racémisation en position 7 conduit à une diminution de l'agrégation des peptides. Dans la survenue de la maladie d'Alzheimer, on attribue un rôle important aux processus de racémisation de la bêta-amyloïde par vieillissement de la protéine, qui se déroulent comme ceux de la dentine. La racémisation accélère l'agrégation des peptides et rend plus difficile leur désagrégation par des protéases,.

## Propriétés

### Propriétés chimiques et physiques
Dans un environnement achiral, les acides aminés L et D sont identiques dans leurs propriétés chimiques et physiques, à l'exception de leur action sur la direction de polarisation de la lumière. Par contre, dans un environnement chiral, des différences notables peuvent être établies. Ceci est vrai en particulier dans les processus biochimiques, qui sont naturellement chiraux. Un exemple pratique pour cela est la différence de goût entre des énantiomères d'acides aminés. Les chémorécepteurs gustatifs construits d'acides aminés L forment un environnement chiral, qui interagissent différemment vis-à-vis des énantiomères. C'est ainsi que le goût de la plupart des acides aminés L est décrit comme amer, tandis que celui des acides aminés D l'est comme doux,. Un exemple extrême est le D-tryptophane, le plus sucré de tous les acides aminés D, plus de 37 fois plus que le saccharose. Par contre, le L-tryptophane, est, avec la L-tyrosine, le plus amer. De la même manière, les interactions avec d'autres récepteurs ou enzymes peuvent se dérouler de façon différente dans les processus biochimiques. Ceci est en particulier valable pour les peptides et les protéines qui contiennent un ou plusieurs acides aminés D.
L'inclusion d'un acide aminé D, ou en particulier l'épimérisation d'un acide aminé L au sein d'une protéine produit du point de vue stéréochimique la formation d'un diastéréoisomère, qui donne à l'ensemble de la protéine des propriétés chimiques et physiques complètement nouvelles. Cette intervention biochimique sur la structure primaire du peptide a des conséquences notables sur ses structures secondaire, tertiaire et quaternaire. Son effet biochimique est alors fortement modifié. Dans les cas extrêmes, elle peut soit perdre complètement sa fonction, soit prendre une fonction totalement nouvelle, éventuellement toxique. Les acides aminés D empêchent la constitution d'une hélice alpha au sein d'un peptide constitué d'acides aminés L. Ce sont des briseurs d'hélice. Seules des protéines constituées entièrement soit d'acides aminés D soit d'acides aminés L peuvent construire des hélices avec les acides aminés susceptibles de les construire (valine, glutamine, isoleucine, alanine, méthionine, leucine, glutamate ou tryptophane). Ces hélices tournent en sens inverse. Ceci n'est pas possible avec un mélange d'acides aminés de conformations différentes.

### Toxicologie
Isomères D d'acides aminés protéinogènes

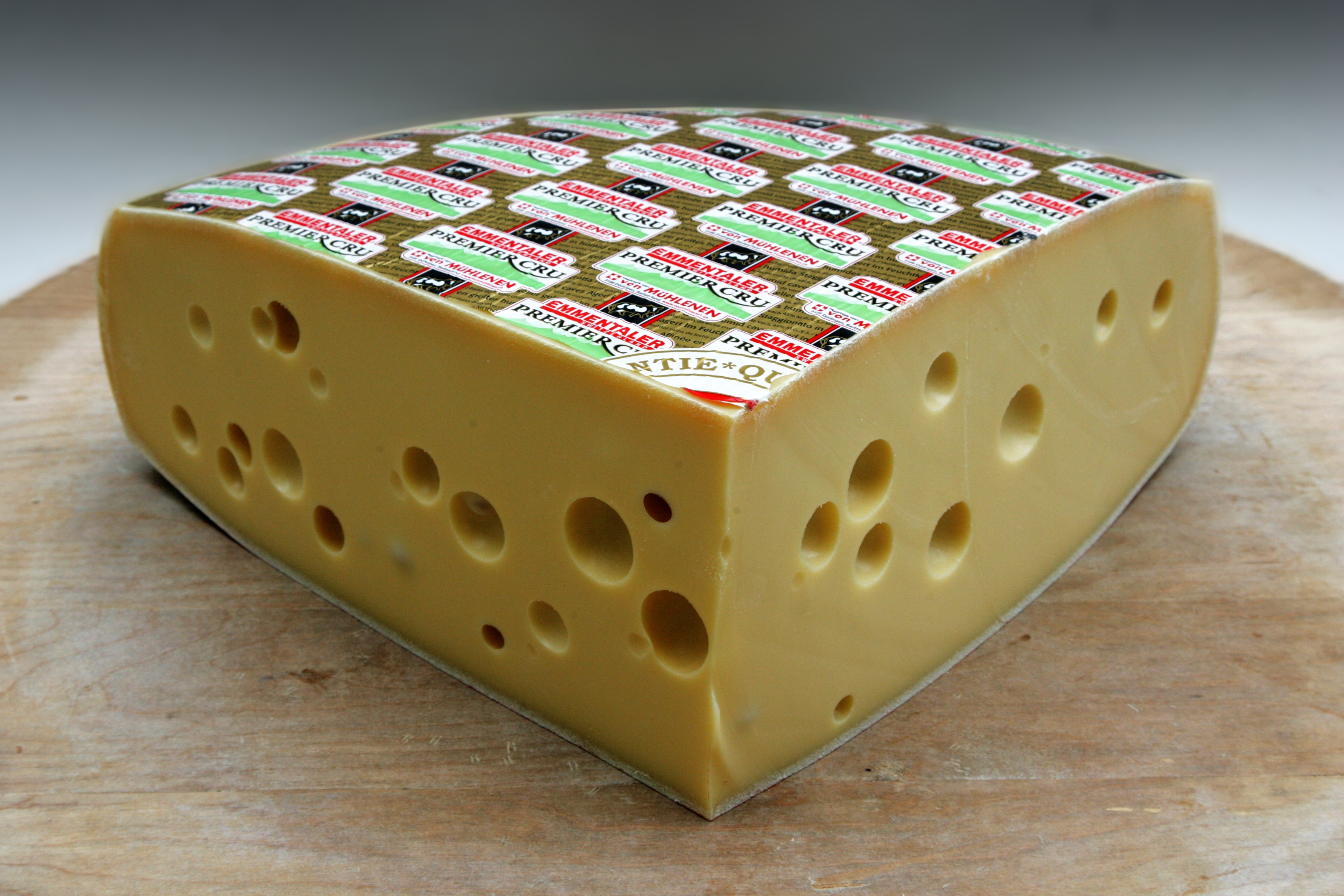
L'emmental contient, à cause de ses processus de fabrication microbiologiques, relativement beaucoup d'acides aminés D.

Dans des études où la prise orale d'acides aminés, par exemple sous la forme de compléments nutritifs, a été étudiée, il a été montré que tous les acides aminés sauf la sérine et l'aspartate ont des effets toxiques plus marqués en configuration L « naturelle » qu'en configuration D,. Les acides aminés D forment une partie normale d'un nombre d'aliments. Ils ont pour origine avant tout des processus de racémisation d'acides aminés L. Dans les nourritures qui ont subi une fermentation, comme les produits lactés, on trouve des quantités élevées d'acides aminés D. Par exemple, l'emmental contient environ 0,7 g/kg d'acides aminés D. Déjà dans le lait de vache frais, environ 1,5 % des acides aminés sont en configuration D.
On estime qu'environ un tiers des acides aminés D pris dans la nourriture sont d'origine microbienne. Pour pouvoir utiliser dans l'organisme les acides aminés contenus dans la nourriture et insérés dans les protéines, les protéines doivent être décomposées dans leurs éléments, les acides aminés libres. S'il se trouve dans une protéine des acides aminés D, l'accès de la protéine aux enzymes protéolytiques peut être notablement limité. Les enzymes de l'appareil digestif humain ne peuvent pas briser les liaisons entre acides aminés D et L. La dégradation en acides aminés libres, ou en dipeptides ou tripeptides, nécessaire pour l'absorption dans la muqueuse intestinale en est rendue plus difficile. Les parties plus importantes de peptides ne peuvent pas être assimilées et sont excrétées avec les matières fécales. La disponibilité biologique, et également la valeur nutritive est alors fortement diminuée. Les dipeptides ou tripeptides contenant des acides aminés D, et les acides aminés D libres peuvent être résorbés par des transporteurs de peptides. Une grande partie des acides aminés D ainsi absorbés sont éliminés par les reins. Selon l'offre de nourriture et le type d'acide aminé, une partie des acides aminés D peut être transformée par épimérisation en acides aminés L, et donc être mise à la disposition de la biosynthèse des protéines.
L'inclusion d'acides aminés D dans la paroi cellulaire des bactéries a pour effet leur résistance aux protéases. Cette résistance est très importante pour l'homme, puisqu'il y a dans l'intestin d'un adulte plusieurs centaines de grammes de bactéries intestinales, qui sont nécessaires à la digestion, avec une multiplicité de protéases.
La plus grande partie des acides aminés D dans la nourriture trouve son origine par sa préparation. Les hautes températures ou des conditions fortement acides ou basiques conduisent à une racémisation partielle. Par exemple, dans les chips, environ 14 % de l'aspartate est sous forme D ; dans l'ersatz de lait à mettre dans le café, ce sont 17 %, et dans une tranche de bacon pour le petit-déjeuner, 13 %. Les acides aminés L libres se racémisent environ dix fois plus lentement que s'ils sont liés dans une protéine. Le taux de racémisation en outre dépend fortement de l'acide aminé. Par exemple, la sérine, en raison de son groupe hydroxyle se racémise particulièrement facilement,,. Les conditions drastiques nécessitées par la production de gélatine - fusion acide ou basique à haute température - conduisent à une forte racémisation, en particulier de l'aspartate, dans le collagène de la gélatine. La fraction de D-aspartate sur aspartate total peut facilement dépasser 30 % dans des gélatines disponibles dans le commerce.

La désamination d'acides aminés D sous l'action catalytique de l'oxydase des acides aminés D sert à la dégradation des acides aminés D dans l'organisme. Dans ce processus se forment outre des cétoacides des ions ammonium et du peroxyde d'hydrogène.

Les acides aminés D pris par les mammifères ne sont pas incorporés dans des protéines ou des peptides, ou d'autres (macro-)molécules du métabolisme. On ne constate pas d'enrichissement des tissus corporels. Les acides aminés D sont éliminés en partie dans l'urine, et en partie par désamination par l'enzyme oxydase des acides aminés D présente dans le foie et les reins, et oxydés en produits normaux du métabolisme, les cétoacides. En ce qui concerne la toxicité des infusions d'acides aminés D, on possède de longues années d'expérience plus ou moins volontaire, qui amènent à conclure qu'ils ne sont pas nuisibles à la santé. La base pour cette affirmation est la bonne tolérance de l'alimentation par voie parentérale qui a consisté pendant de nombreuses années de racémates d'acides aminés à haute dose. Ces solutions d'infusion étaient obtenues par hydrolyse acide de protéines, ce qui conduit forcément à une forte racémisation. La méthionine racémique, DL-méthionine, constitue une partie de beaucoup d'aliments de l'élevage bovin. Chez les vaches laitières, on a pu montrer que plus de 75 % de la D-méthionine était transformée en L-méthionine, et ainsi rendue biodisponible.
Indépendamment de ces valeurs tirées de l'usage, il faut considérer les résultats expérimentaux sur le modèle animal du rat. De hautes doses (dans la gamme des 0,8 g/kg) de D-sérine conduisent dans ces organismes modèles à une nécrose tubulaire aiguë,,,, réversible après la suppression de l'administration de D-sérine. Au bout d'environ six jours, la régénération complète de la fonction du rein est acquise. Les modifications pathologiques sont largement similaires à une lésion des reins due à de la lysinoalanine (combinaison de lysine et de déshydroalanine, un acide aminé non protéinogène). On n'a pas encore d'explication sûre de la raison pour laquelle la D-sérine à ces hautes concentrations est toxique pour le rein. Il est possible que la D-sérine réduise la concentration en glutathion rénal, dont la fonction est de protéger les cellules du tubule distal des influences néfastes dus 
aux dérivés réactifs de l'oxygène (ROS).
Dans la dégradation enzymatique de la D-sérine par l'oxydase des acides aminés D, il se forme comme sous-produit du peroxyde d'hydrogène, qui abaisse notablement la réserve de glutathion au sein de la cellule,.

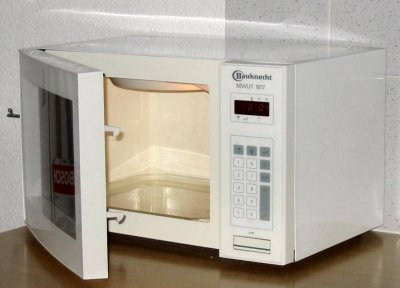
Les fours à micro-ondes ne font pas de quantités d'acides aminés D supérieures à la moyenne, qui dans les concentrations usuelles sont sans danger pour l'organisme humain.

Une communication publiée en décembre 1989 dans le périodique spécialisé de renom The Lancet a suscité une grande attention. Elle était signée de trois médecins viennois, qui avaient chauffé du lait dans un four à micro-ondes, et trouvé de grandes quantités de D-proline, apparemment due à la racémisation de la L-proline du lait. À la suite, ils ont attribué à cette D-proline des propriétés toxiques pour les nerfs, les reins et le foie. Cette publication était une lettre aux rédacteurs, et non une publication soumise à critique par les pairs, ni même à une étude contrôlée. Les auteurs n'ont pas précisé les conditions de l'expérience qui avait conduit à ce point de racémisation. Indépendamment de ces restrictions, cette annonce a été publiée dans la presse quotidienne et hebdomadaire avec des formules dramatiques et des avertissements sur l'usage des fours à micro-ondes. En août 1990, le bureau fédéral de la santé a publié une mise au point, qui n'a pratiquement eu aucun impact dans le public. D'autres scientifiques ont souligné que la D-proline fait normalement partie de la nourriture quotidienne, et qu'elle est vite dégradée et éliminée après son absorption orale. Cependant, en août 1991, un journal est paru avec la manchette « Les micro-ondes empoisonnent les nerfs, le foie et les reins. » Des affirmations semblables se trouvent toujours aujourd'hui sur des sites web correspondants,,.
Les tentatives d'autres groupes pour retrouver les résultats des médecins viennois ont commencé par échouer. Ainsi, après 30 minutes de cuisson du lait sur une cuisinière, aucune augmentation de la D-proline n'a pu être mesurée,. Deux ans plus tard, les conditions de l'expérience ont été publiées. Les auteurs de la lettre au Lancet avaient chauffé le lait dans un récipient à pression fermé pendant 10 minutes à 174−176 °C, un domaine de température que les récipients domestiques pour le chauffage du lait ne peuvent pas atteindre,. En ce qui concerne leur affirmation sur la neurotoxicité de la D-proline, les auteurs de la lettre au Lancet se fondaient sur des expériences de 1978, où l'on avait injecté la substance directement dans les ventricules cérébraux. Des expériences ultérieures sur la toxicité de la D-proline chez les rats ont montré que ce composé est sans danger, même à haute concentration,.
Le vrai danger du chauffage du lait dans les fours à micro-ondes provient - spécialement pour les enfants en bas âge - du chauffage inégal du contenu du biberon, ce qui conduit couramment à des brûlures de gravité clinique.
Isomères D d'acides aminés non protéinogènes
On ne peut pas donner d'indication générale sur la toxicité des isomères D des acides aminés non-protéinogènes. Elle dépend très individuellement du type d'acide aminé concerné. De façon intéressante, certaines combinaisons contenant des acides aminés D sont notablement moins toxiques que leurs isomères L : par exemple, la cyclosérine et la pénicillamine. C'est ainsi que par exemple, la dose létale médiane pour l'absorption orale du racémique de pénicillamine D et L chez le rat est de 365 mg/kg. Pour la D-pénicillamine, on ne note aucun signe de toxicité même pour une dose de 1 200 mg/kg.
D-Peptides
On ne peut pas faire d'assertion générale sur les propriétés toxicologiques des D-peptides. Leur sensibilité vis-à-vis des protéases est notablement plus faible et leur potentiel immunogène significativement plus petit que celui des L-peptides correspondants,.

## Analyse

### Procédés classiques

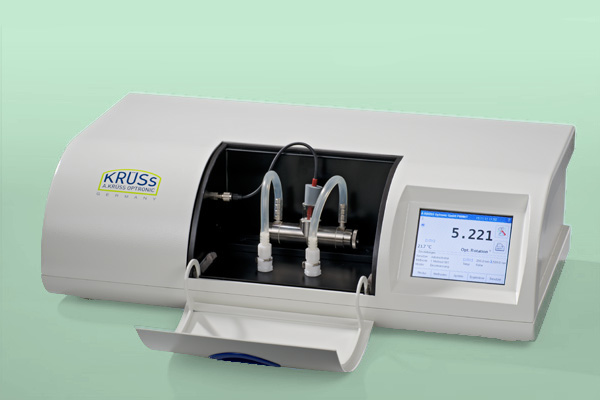
Polarimètre moderne

Avec un polarimètre, on peut déterminer l'angle de rotation de la polarisation d'une solution d'acides aminés, d'où l'on peut calculer le contenu en énantiomères D et L. Pour cela, il faut que des conditions standardisées soient réalisées (avant tout, concentration, température et solvant). En outre, ce procédé n'est applicable qu'à des acides aminés seuls, et non à des mélanges d'acides aminés différents. Dans les années 1960 à 1980, la chromatographie à échange d'ions a été utilisée pour la séparation d'acides aminés dérivés. Pour cela, les acides aminés à analyser sont transformés avant la séparation en dipeptides diastéréoisomères avec des acides aminés L. Également des procédés enzymatiques, qui reposent sur des transformations avec des enzymes spécifiques comme les oxydases des acides aminés D ou L font partie des procédés classiques de détermination des énantiomères des acides aminés.

### Procédés chromatographiques
Des analyses quantitatives, même de mélanges complexes d'acides aminés, peuvent être accomplies au moyen de procédés chromatographiques. Ceci suppose de séparer les composants individuels du mélange sur la phase stationnaire du chromatographe, puis de les mesurer avec un détecteur. Ces derniers sont surtout des spectroscopes ou des spectomètres de masse, ou encore en chromatographie en phase gazeuse par détection d'ionisation en flamme (en). Pour la séparation du mélange sur la phase stationnaire, on utilise deux stratégies. Dans le cas le plus simple, cette séparation des deux énantiomères a lieu sur une phase stationnaire chirale, qui interagit différemment avec les deux isomères, et donc est éluée à une vitesse différente. La séparation à une phase stationnaire achirale n'est possible que quand les énantiomères sont remplacés par des diastéréoisomères. Les procédés d'analyse qui se sont imposés sont la chromatographie en phase gazeuse (GC) et la chromatographie en phase liquide à haute performance (HPLC). Comme procédé non-chromatographique, on utilise notamment l'électrophorèse capillaire pour l'analyse des acides aminés D. Ce n'est que la mise au point de méthodes chromatographiques spéciales qui a permis de trouver et de quantifier les acides aminés D dans les organes des organismes supérieurs,.
Chromatographie en phase gazeuse

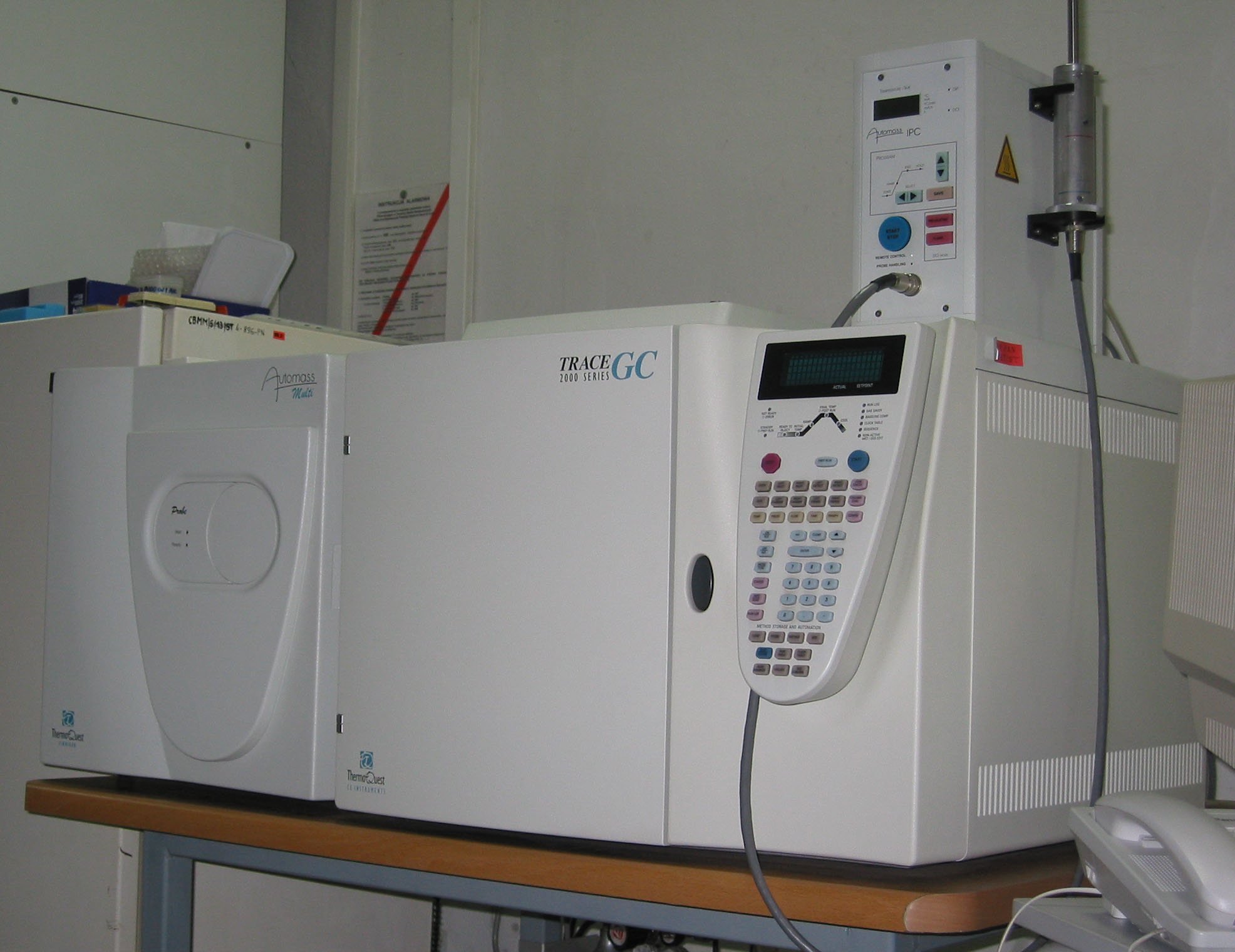
Un chromatographe couplé à un spectromètre de masse (GC-MS)

Les acides aminés ne peuvent pas être vaporisés sans se décomposer. Pour leur séparation et leur analyse en chromatographie en phase gazeuse, ils doivent être transformés en composés vaporisables sans décomposition. À cette fin, ils sont en général soumis à une réaction chimique en deux étapes. Par exemple, dans une première étape, on peut transformer le groupe carboxyle en ester avec de l'éthanol, puis dans une deuxième étape, transformer le groupe amino en trifluoracétyle sous l'action de l'anhydride trifluoroacétique. Le dérivé N-TFA/O-éthyl- de l'acide aminé peut alors être vaporisé dans le chromatographe sans se décomposer, et être séparé sur une phase stationnaire chirale. La réaction séparée sur chacun des ligands du carbone α protège du danger d'une racémisation, et garantit que la réaction aura la même cinétique pour les deux énantiomères. L'une ou l'autre de ces possibilités pourrait altérer le résultat de la mesure.
Chromatographie en phase liquide à haute performance

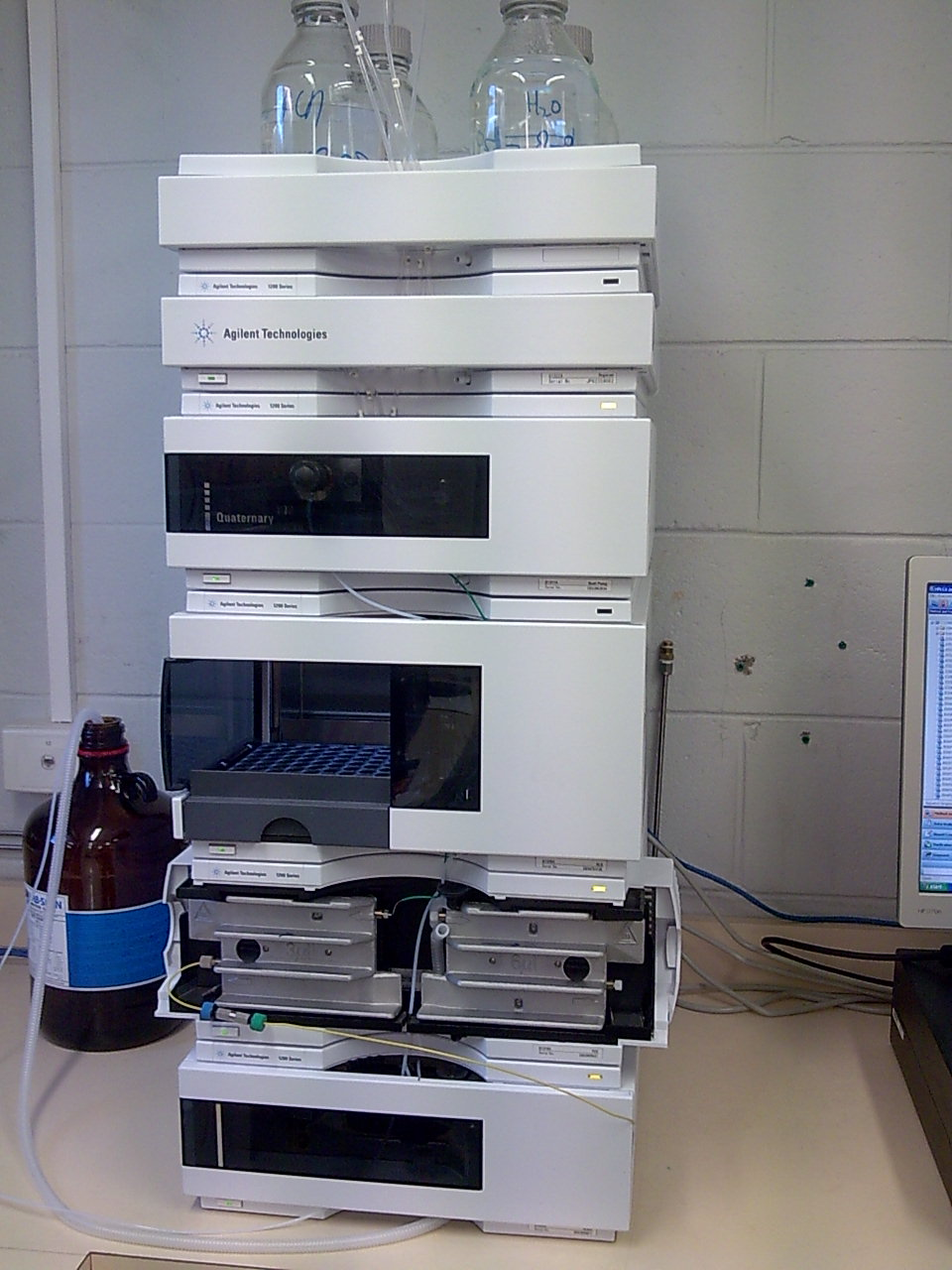
Un système dHPLC, comme il peut être utilisé pour des mélanges d'acides aminés.

En HPLC, contrairement à la chromatographie en phase gazeuse, il est usuel de combiner le produit à analyser avec des réactifs chiraux, et d'utiliser une phase non-chirale. Comme réactif chiral, on peut utiliser la L-N-acétylcystéine avec du benzol-1,2-dicarbaldéhyde. La paire de diastéréomères (D - L et L - L) ont des propriétés physiques et chimiques différentes, si bien qu'ils peuvent être séparés et détectés sur une colonne conventionnelle (achirale).

## Synthèse

Le procédé à l'hydantoïnase pour la production d'acides aminés D.

La plupart des acides aminés L protéinogènes sont obtenus par fermentation. Ce procédé microbiologique n'est pas approprié pour la production d'acides aminés D. Pour couvrir les besoins croissants en acides aminés D, divers processus de production ont été mis au point.
Les synthèses chimiques classiques, comme la synthèse de Strecker conduisent toujours à des racémiques d'acides aminés. On peut séparer les énantiomères de ce mélange, ce qui est coûteux, ou bien on y transforme enzymatiquement les acides aminés L en cétoacides au moyen de désaminases d'acides aminés L, et on peut les séparer alors facilement,.
Une méthode plus élégante est la synthèse d'acides aminés D par la substitution d'hydantoïnes. Les hydantoïnes se produisent par des techniques de grands volumes selon la réaction de Bucherer-Bergs à partir d'aldéhydes, de cyanure de potassium et de carbonate d'ammonium. Selon le choix de l'aldéhyde utilisé, on obtiendra l'acide aminé souhaité. L'hydantoïne ainsi préparée peut ensuite être transformée par le procédé à l'hydantoïnase en acide aminé D. Ce procédé à plusieurs enzymes a été mis au point par Degussa (maintenant Evonik), et consiste en trois étapes. Tout d'abord, le dérivé d'hydantoïne racémique est hydrolysé sous l'influence catalytique d'une D-hydantoïnase en N-carbamoyl-D-acide aminé. Dans une deuxième étape, le N-carbamoyl-D-acide aminé est hydrolysé au moyen d'une D-carbamoylase en un acide aminé énantiomère pur. Dans la troisième étape, l'énantiomère non transformé du composé de l'hydantoïne est racémisé chimiquement ou enzymatiquement. La racémisation chimique a lieu pour un pH > 8, et peut être substantiellement accélérée par l'addition d'une racémase. En comparaison avec les autres processus, le processus à l'hydantoïne produit à partir d'un racémique des acides aminés énantiomères purs avec un rendement théorique de 100 %.

## Utilisation

Formule structurelle du cétrorélix. Ce décapeptide contient cinq acides aminés D, et est notamment utilisé comme médicament en médecine de l'appareil génital.

La demande mondiale en acides aminés D a continuellement augmenté au cours des dernières années. Pour l'année 2017, on pronostique un marché d'environ 3,7 milliards de US $.
Les acides aminés D sont utilisés comme constituants importants par exemple dans des édulcorants, des insecticides, des cosmétiques et avant tout dans une multiplicité de médicaments, qui représentent un facteur de croissance important pour le développement du marché.
C'est ainsi que chaque année, on a besoin de plusieurs milliers de tonnes de D-4-hydroxyphénylglycine et de D-phénylglycine pour la synthèse des pénicillines (par exemple l'amoxicilline) et des céphalosporines (par exemple le Céfaclor).
Non seulement les acides aminés D élèvent la stabilité des parois cellulaires des bactéries vis-à-vis de la dégradation protéolytique, mais leur inclusion bien dirigée dans les médicaments améliore leur stabilité, en particulier face à l'administration orale. En outre, le changement de l'ordonnancement des groupes fonctionnels dans leur conformation offre pour la construction de nouvelles molécules un nouveau degré de liberté qui peut conduire à de meilleures propriétés. Le cétrorélix, utilisé en médecine de l'appareil génital, pour inhiber l'hormone de libération des gonadotrophines hypophysaires, dont il est un analogue, consiste par exemple en dix acides aminés, dont cinq sont en configuration D,. Le cetrorelix est entièrement fabriqué synthétiquement à partir des acides aminés individuels. D'autres médicaments similaires, comme leuproreline, buserelin, degarelix, histrelin, nafarelin ou abarelix contiennent au moins un acide aminé D.
Le tadalafil, utilisé dans le traitement de la dysfonction érectile, mieux connu sous sa marque commerciale Cialis, contient dans sa structure un D-tryptophane. L'antidiabétique natéglinide, du groupe des glinides est fait de D-phénylalanine et d'acide cis-4-isopropyl-cyclohexane-carbonique. La phénylalanine est utilisée depuis les années 1970 comme antidépresseur. Pour l'utilisation comme médicament, on utilise le racémique, bien moins onéreux. Une fraction substantielle de l'action antidépressive et analgésique est due à la D-phénylalanine, qui n'est pas métabolisée, comme la L-phénylalanine en L-tyrosine, L-DOPA ou noradrénaline qui améliorent l'humeur, mais elle bloque de façon primaire l'enzyme enképhalinase. Ce blocage conduit à augmenter la concentration d'enképhalines dans le sang, ce qui suscite l'effet analgésique. Ultérieurement, la D-phénylalanine est métabolisée principalement en phényléthylamine,
L'insecticide fluvalinate utilisé pour la lutte contre le varroa du groupe des pyréthrinoïdes contient dans sa composition de la D-valine.
La D-alanine est un composant de l'édulcorant alitame.

## Pour aller plus loin
- (de) Hans-Dieter Belitz, Werner Grosch et Peter  Schieberle, Lehrbuch der Lebensmittelchemie, Springer Verlag, 2001, 5e éd. (ISBN 3-540-41096-1, lire en ligne)

- (en) Ryuichi Konno, Hans Brückner, Antimo D'Aniello, George Fisher, Noriko Fujii et Hiroshi Homma, D-amino acids: a new frontier in amino acids and protein research – practical methods and protocols., Nova Science Publishers, 2007, 629 p. (ISBN 1-600-21075-9)

- (en) Loredano Pollegioni et Stefano Servi (dir.), Unnatural Amino Acids, Humana Press, 2011, 409 p. (ISBN 1-617-79330-2)

- (en) Gyula Pályi, Luciano Caglioti et Claudia Zucchi (dir.), Advances in BioChirality, Elsevier, 1999 (ISBN 0-080-43404-5, Modèle:Google Buch)

## Liens web
- (de) « Die D- und die L-Form der Aminosäuren » (consulté le 27 janvier 2014)

- (de) Hanka Symmank, « Funktionelle und strukturelle Charakterisierung bakterieller Peptidsynthetasen. », sur Fachbereich Biologie, Chemie, Pharmazie, Freie Universität Berlin, 10 mai 2002 (consulté le 27 janvier 2014)